# Kyaikkami
 Kyaikkami (birmà ကျိုက္ခမီမြို့ kyuikhka.mi mrui, pronunciat tʃaikkʰəmì mjo) és una ciutat de l'estat Mon a Birmània (Myanmar) a la riba del riu Wakaru (Wakharoo). Antigament es va dir Amherst. És una ciutat de pelegrinatge i té una pagoda de nom Kyaik-kami Ye le Pha Ya construïda a la mar aprofitant els esculls de coral

## Història
El districte està format per una regió que tenia per capçalera antigament Martaban, fundada el 1269 pel rei de Pagan Narapadisithu. En aquest temps el territori a l'est del riu Salwin pertanyia al regne de Siam.
El governador Aleinma es va revoltar i fou substituït per Talapya però el primer, amb el suport dels shan, va retornar, va matar a Talapya, i va recuperar el poder governant com a tributari probablement de Siam.
Magadu, un comerciant local, amb el suport de la cort siamesa de la que el rei estava absent, va enderrocar i matar a Aleinma, i fou reconegut príncep pel rei de Siam i va agafar el nom de Wariyu i el títol reial. Va conquerir el territori al nord, anomenat Kanpalani, saquejant la capital mentre el rei local era de casera. Es va aliar al rei de Pegu que per aquest temps s'havia fet independent, i junts van expulsar els xinesos que havien derrotat al rei de Pagan i atacaven Pegu. Finalment però va esclatar la guerra entre Martaban i Pegu i aquest darrer regne fou annexionat pel primer.
Wariyu fou assassinat pel seu germà que al seu torn va morir en una revolta. Va pujar al tron Zaw-aw-bin-maing, que va conquerir Labon, Tavoy, i Tenasserim, i es va estendre cap a Prome al nord i cap a Bassein a l'oest. A partir d'aquí el regne de Martaban és anomenat Pegu.
Martaban fou visitada pel venecià Cèsar Frederic entre 1563 i 1581 i hi va trobar 90 mercaders portuguesos. Més tard els siamesos van recuperar Maulmain i el territori del sud i la part del territori a l'est del riu Salwin.
A la segona meitat del segle xviii Alaungpaya i els seus successors van aconseguir el control del país, del que van haver de cedir la part a l'est del Salwin als britànics després de la primera guerra anglo-birmana (1824-1826) i la resta després de la segona guerra (1853).
La vila de pescadors de Kyaikkami fou anomenada Amherst i fou escollida (1826) com a quarter militar pel general Archibald Campbell, i seu del govern local, rebent el seu nom de Lord William Amherst, Governador general de l'Índia. Va esdevenir un districte. A una illa de l'estuari del Salwin, Bhilii o Bheeloo hi havia 60 pagodes; també hi havia diverses pagodes a Martaban, sent les més famoses la de Myathiendhan (1282), Shwe Dagon (1288), Kyaik-kha-pan (1199) i Tha-tun (Tha-htoon) la més antiga. Quan el territori del Salwin fou annexionat el 1826 els britànics el van trobar quasi desert. El febrer de 1827 el cap rebel Taking (que els anglesos van anomenar Syrian Raja) es va establir amb 10000 seguidors a Maulmain i després van arribar més emigrants.
La capitalitat li va durar a Amherst un any i el 1827 fou traslladada a Maulmain. Martaban no fou britànica fins al 1854 i va passar al districte el 1865 (abans era del districte de Shwe-gyin). Fins al 1855 el districte estava format només pels territoris a l'est del riu Salwin i tenia 83.146 habitants. Vers 1865 la subdivisió de Tha-toon fou transferida a aquest des del districte de Shwe-gyin. La població era en gran majoria budista; la població s'anomenava talaing i era una barreja de mon i emigrants d'altres llocs. Les ciutats principals eren Amhesrt i Martaban, tot i que la capital estava al districte i ciutat de Maulmain.
El districte, dins la divisió de Tenasserim, tenia 39.339 km² i una població el 1881 de 301.086 habitants; el límit nord era el riu Salween (Salwin) i el riu Kyun-eik, a l'est el riu Thaung-yin i una cadena de muntanyes anomenades Dawna, al sud les muntanyes Malwe i a l'oest el riu Bilin o Bhileng i el golf de Martaban. La capital del districte i la divisió era a Maulmain. Els rius principals eren el Salwin, Gyaing, Attaran, Thaung-yin, i Bilin (Bhileng). El 1872 en el primer cens regular, la població era de 193.468 habitants. Maulmain fou constituïda en districte separat, sense perdre la capitalitat del districte d'Amherst. El districte estava dividit en 11 pobles: Tha-tun (Tha-htoon), Hpagat, Martaban, Biliigyun (Bheeloogywon), Than-lwin-Hlaing-bhwai, Gyaing-Than-lwin, Gyaing-Attaran, Zaya, Wakarii (Wakharoo), Ye-Lamaing, i Haung-tharaw; aquestos estaven subdividits en cercles de recaptació. La ciutat d'Amherst tenia 2.953 habitants el 1881.